# Bluetooth LE

Fig.1 Logo Bluetooth LE o Smart

Bluetooth LE (acrònim de Bluetooth Low Energy, també s'anomena Bluetooth Smart) és un estàndard que defineix una tecnologia de comunicacions sense fils per a crear xarxes d'àrea personal de baixa potència. Fou dissenyada i és mantinguda pel SIG (Bluetooth Special Interest Group). SIG és una organització sense ànim de lucre fundada el setembre de 1998 i amb seu a Kirkland, Washington.
Bluetooth LE és semblant al Bluetooth clássic però el consum d'energia és molt més baix.
L'IEEE va definir Bluetooth amb l'estàndard IEEE 802.15.1

## Aplicacions
- Dispositius d'atenció sanitària i salut.
- Dispositius d'entreteniment domèstic (sistemes d'àudio).
- Sensors genèrics (temperatura, humitat)
- Connectivitat a internet.
- Internet de les coses.

## Versions de Bluetooth LE
- Bluetooth 4.0 definida el 2010.[5]
- Bluetooth 4.1 definida el 2013.
- Bluetooth 4.2 definida el 2014.
- Bluetooth 5 definida el 2016.[6]

## Comparativa Bluetooth clàssic/Bluetooth Low Energy
| Paràmetre                     | Bluetooth clàssic | Bluetooth LE         |
| ----------------------------- | ----------------- | -------------------- |
| Banda de freqüència           | 2,4 GHz           | 2,4 GHz              |
| Consum                        | Baix (30mA)       | Molt Baix (<15mA)    |
| Canals                        | 79                | 40                   |
| Modulació                     | GFSK, FHSS,       | GFSK, FHSS, DSSS     |
| Distància màxima              | 100m              | >100m                |
| Topologia de xarxa            | Scatternet        | Estrella/Malla       |
| Velocitat de transmissió      | 1-3Mbit/s         | 125KHz-1 MHz-2 MHz   |
| Dispositius connectats màxims | 7                 | Depèn de l'aplicació |
| Seguretat                     | 64/128 bits       | AES de 128 bits      |

## Circuits integrats per a implementar Bluetooth LE
- IC de Texas Instruments: CC2640 (2016)
- IC de NXP: KW41Z (2016)
- IC de Silicon labs: EFR32 (2016)
- IC de NordIC : nRF52840[Enllaç no actiu] (2016)
- IC de ST: BlueNRG-1 (2016)
- Bluetooth 5.0:
  - IC de Dialog : SmartBond™ DA14580 (2017)
  - IC d'ON Semiconductor : RSL10 (2017)
  - IC d'EM Electronic : EM9304 Arxivat 2017-03-14 a Wayback Machine. (2017)